# Östervåladräkten
Östervåladräkten är en folkdräkt från Östervåla socken i Uppland.
Manchestertyget till byxorna är det mest unika med mansdräkten. Det finns idag inga belägg för att ha det tygats ska ha brukats så på andra håll i landet. Man kan av det förstå att de som inte var extremt fattiga gärna köpte hem varor på stadsresorna. Dräktskicket har varit rörigt och snabbtuppmärksammat nya trender.

## Kvinnodräkt
En komponerad dräkt på 1920-talet av hemslöjdskonsulent Olga Andersson. Dräkten rekonstruerades sedan på 1970-talet från 1700-talsplagg. Dräkten består av:
- livkjol - grönranding. Originalkjolen kastades. Kjolranding från ett tygprov från Ginka
- livstycke - sammansatt med kjol. Av kattun.
- linneförkläde - randigt
- strumpor - röda, av ylle

Dräktens färgsättning har tagits från en målning av en kvinna i kläder som liknar denna dräkt. Fragment av bilden finns på Östervåla Hembygdsgård (Disagården).

## Mansdräkt
Dräkten dateras till år 1815-20 och finns i några varianter från högtidsdräkt till arbetsdräkt. Originalplagg finns av alla hos Ol-Persgården. Dräkten består av:
- väst - av kattun i empirimodell. Randig.[3]
- byxor - av blå manchester, som inte var ovanligt som material enligt boupptäckningar.[3]
- tröja - av kläde[3]
- mössa - röd yllemössa[3]
- strumpor - blå yllestrumpor med mönstervävda band[3]